# Àtids
Els àtids (Atyidae) són una família de crustacis decàpodes carideus, l'única de la superfamília dels atioïdeus (Atyoidea).
Tenen forma de gambes petites, i es troben per moltes de les aigües de les zones tropicals i temperades del món, generalment en aigua dolça.
Pel que fa al gèneres presents a la península Ibèrica, només podem trobar dos representants:
- Atyaephyra desmarestii, habitual en tota la zona que envolta el Mediterrani, en llacunes, rius, embassaments i recs, on l'aigua tingui pocs minerals i envoltada de vegetació abundant.
- Dugastella valentina. Coneguda com a gamba gavatxa és l'únic decàpode endèmic de les nostres contrades, i es localitza en fonts, canals i camps d'arròs del País Valencià; és poc resistent a la salinitat.[2]

## Taxonomia
La família Atyidae inclou 525 espècies en 46 gèneres:
- Antecaridina Edmondson, 1954
- Archaeatya Villalobos F., 1960
- Atya Leach, 1816
- Atyaephyra de Brito Capello, 1866
- Atydina Cai, 2010
- Atyella Calman, 1906
- Atyoida Randall, 1840
- Atyopsis Chace, 1983
- Australatya Chace, 1983
- Caridella Calman, 1906
- Caridina H. Milne Edwards, 1837
- Caridinopsis Bouvier, 1912
- Dugastella Bouvier, 1912
- Edoneus Holthuis, 1978
- Elephantis Castelin et al., 2013
- Ficticaris Sket et al., 2019
- Gallocaris Sket & Zakšek, 2009
- Halocaridina Holthuis, 1963
- Halocaridinides Fujino & Shokita, 1975
- Jolivetya Cals, 1986
- Jonga C.W.J. Hart, 1961
- Lancaris Cai & Bahir, 2005
- Limnocaridella Bouvier, 1913
- Limnocaridina Calman, 1899
- Mancicaris Liang et al. 1999
- Marosina Cai & P.K.L. Ng, 2005
- Micratya Bouvier, 1913
- Monsamnis Richard et al., 2012
- Neocaridina Kubo, 1938
- Palaemonias Hay, 1902
- Paracaridina Liang et al., 1999
- Paratya Miers, 1882
- Parisia Holthuis, 1956
- Potimirim Holthuis, 1954
- Puteonator Gurney, 1987
- Pycneus Holthuis, 1986
- Pycnisia Bruce, 1992
- Sinodina Liang & Cai, 1999
- Spelaeocaris Matjašič, 1956
- Stygiocaris Holthuis, 1960
- Syncaris Holmes, 1900
- Troglocaris Dormitzer, 1853
- Typhlatya Creaser, 1936
- Typhlocaridina Liang & Yan, 1981
- Typhlopatsa Holthuis, 1956
- Xiphocaridinella Sadowsky, 1930